# Zhao Jingshen
Zhao Jingshen (趙景深, pinyin: Zhào Jǐngshēn) (Lishui (麗水), Zhejiang, 1902-1985) foi um professor, escritor e tradutor chinês.

## Biografia
Aos 17 anos, ainda estudante da Escola Secundária Nankai, traduziu "Os Contos de Fadas de Hans Christian Andersen", tornando-se um dos primeiros a introduzir as obras de Andersen na China. Em 1923, foi editor-chefe do suplemento Zhaoxia da New Public Opinion. Com vinte e cinco anos, Zhao Jingshen começou a lecionar chinês na Escola Secundária Haifeng, onde ficou por meio ano antes de retornar a Xangai.
Zhao Jingshen dedicou-se por muito tempo ao estudo da ópera, ficção e literatura popular chinesas antigas, acumulando uma prolífica obra. Seu livro de 1928, "Uma Breve História da Literatura Chinesa", vendeu mais de 20 edições e foi considerado leitura obrigatória por Wen Yiduo para o vestibular da Universidade Tsinghua. Ele também escreveu obras como "Uma Nova História da Literatura Chinesa" e "Princípios do Romance".
A pesquisa de Zhao Jingshen sobre teoria da ópera é reconhecida na comunidade acadêmica. Desenvolveu um grande interesse pela performance teatral desde jovem, escrevendo e apresentando suas próprias peças no palco. Ele é autor de obras como "Um Breve Estudo sobre Yuan, Ming e a Ópera do Sul", "Conversas sobre Ópera" e "Um Estudo Preliminar da Teoria da Ópera". Em 1937, concluiu a primeira monografia do país sobre ópera de tambor, "Um Estudo de Dagu". Também atuou como editor-chefe da Livraria Kaiming e da Livraria Beixin, e editou publicações e colunas como "Literatura Moderna", "Mundo Jovem" e "Cultura Popular". Em 1928, Zhao Jingshen renunciou ao cargo de editor e iniciou um projeto de dois anos, traduzindo a coletânea de contos de Tchekhov, em oito volumes e um milhão de palavras, para a Livraria Kaiming. 
Zhao Jingshen casou-se com Ma Zhibao em 1926 e teve um filho, Yi Lin, no ano seguinte. Sua esposa faleceu em 1929 e no ano seguinte, casou-se novamente, com Li Xitong.
Ele atuou como editor de três colunas semanais diferentes sobre literatura vernacular após o fim da Guerra Sino-Japonesa, entre julho de 1946 e janeiro de 1949, enquanto também lecionava em Fudan. Foi pioneiro da crítica literária moderna na China e traduziu notícias do campo literário mundial para a revista The Short Story, contribuindo positivamente para a promoção do intercâmbio literário chinês e estrangeiro.
Sua carreira como editor perdurou por mais de 60 anos: seu último cargo como editor foi no Journal of Opera (xiqu) Reviews, no início da década de 1980; e atuou como editor-chefe da renomada editora BeiXin Book Company por 21 anos. Zhao Jingshen ostentava uma coleção de mais de 30 mil livros, abrangendo áreas como folclore, literatura moderna, antigas peças de xiqu chinesas, coleções de contos e romances, livros, transcrições, etc. Ele doou sua coleção para a Biblioteca da Universidade Fudan.
Foi professor do Departamento de Chinês da Universidade Fudan. Ingressou na Liga Democrática da China em 1952 e atuou como membro do Comitê Municipal de Xangai da Liga Democrática da China do segundo ao sexto mandato, a partir de 1958. Foi membro do Comitê Municipal de Xangai da Conferência Consultiva Política do Povo Chinês, presidente da Associação de Ópera de Xangai e presidente honorário da Sociedade de Cultura Folclórica Chinesa.